# Kamio Mitsuomi
Kamio Mitsuomi est un nom japonais traditionnel ; le nom de famille (ou le nom d'école), Kamio, précède donc le prénom (ou le nom d'artiste).
Le baron Kamio Mitsuomi (神尾 光臣) (27 février 1856 - 6 février 1927) est un général de l'armée impériale japonaise qui commanda les forces alliés terrestres durant le siège de Tsingtao de 1914.

## Biographie
Fils de Kamio Heizaburō, samouraï au service du clan Suwa de la province de Shinano (actuelle préfecture de Nagano), Kamio est diplômé de l'académie de l'armée impériale japonaise en 1874 et sert comme sergent dans l'infanterie durant la rébellion de Satsuma de 1877. Il gravit rapidement les échelons jusqu'au grade de segent-major et est nommé temporairement sous-lieutenant à la fin de 1877. Sa nomination devient officielle à la fin de la rébellion et en 1882, il est promu lieutenant.
Kamio sert en Chine comme attaché militaire de 1885 à 1886, période durant laquelle il est promu capitaine. De retour au Japon, il est assigné à divers postes d'État-major et devient major en décembre 1891.
Il retourne en Chine comme attaché militaire à l'ambassade japonaise de Pékin de 1892 à 1894. Au début de la première guerre sino-japonaise, il est officier d'État-major dans la 2e armée. Il est promu lieutenant-colonel à la fin de la guerre puis colonel en 1897 quand il assume le commandement du 3e régiment de la garde impériale.
Kamio est stationné en Europe de février 1899 à avril 1900. Il devient ensuite chef d'État-major de la 1re division en 1900, puis de la 10e division l'année suivante. En mai 1902, il est promu général de brigade.
Durant la guerre russo-japonaise, Kamio tient plusieurs commandements, celui de la 2e brigade, de l'armée japonaise de garnison de Chine, de la 9e division, et de la 18e division, mais n'est jamais amené à combattre au front. En décembre 1908, il est promu général de division. Il devient commandant de la 18e division en 1912.
Au début de la Première Guerre mondiale, Kamio, qui a la réputation d'être plus prudent que brillant, est nommé commandant des forces alliés terrestres lors du siège de Tsingtao. Il utilise autant que possible la logistique et la puissance de feu écrasante pour limiter le nombre de morts.
Le 2 septembre 1914, la 18e division de Kamio de 23 000 hommes et 144 canons commence le bombardement du port. La ville tient pendant deux mois et Kamio est félicité pour sa tactique et son déploiement prudent de l'artillerie visant à appuyer l'avancée de l'infanterie.
Kamio sert ensuite comme gouverneur japonais de Tsingtao et est promu général de corps d'armée en juin 1916. Un mois plus tard, il reçoit le titre de baron (danshaku) selon le système de noblesse kazoku.
Il entre dans la réserve en août 1917, et se retire complètement en 1925. Il meurt en 1927 et est enterré au cimetière de Zōshigaya.